# IC 1175
IC 1175 ist ein Doppelstern im Sternbild Herkules. Das Objekt wurde am 8. Juni 1888 von Guillaume Bigourdan entdeckt und wurde wahrscheinlich irrtümlich für eine Galaxie gehalten.